# Margaret Molesworth

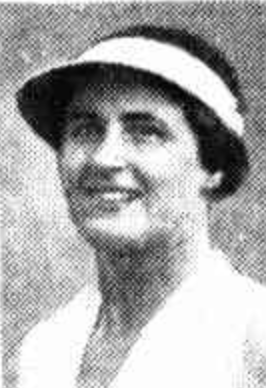
Margaret Molesworth, 1941

Margaret Mutch Molesworth (* 18. Oktober 1894 in Brisbane; † 9. Juli 1985 in Lindfield, Sydney) war eine australische Tennisspielerin.
Sie gewann 1922 und 1923 die australischen Tennismeisterschaften im Dameneinzel und war somit die erste Siegerin dieses Turniers. Im Doppel war sie 1930, 1933 und 1934 siegreich.
Molesworth war seit 1918 mit dem Radiomoderator und Universitätsdozenten Bevil Hugh Molesworth verheiratet.